# استان بلونو
استان بلونو (به ایتالیایی: Province di Belluno) استانی در شمال شرقی کشور ایتالیا است. بلونو در منطقهٔ ونتو قرار دارد و مرکز آن شهر بلونو است. مساحت این استان ۳٬۶۷۹ کیلومترمربع و جمعیت آن طبق سرشماری سال ۲۰۱۱ میلادی، تقریباً ۲۱۰٬۲۷۷ نفر بوده‌است.